# Костякова, Елена Борисовна
Еле́на Бори́совна Костяко́ва (25 мая 1924, Москва — 11 мая 2013, там же) — советский и российский астроном, доктор физико-математических наук.

## Биография
Е. Б. Костякова родилась 25 мая 1924 года в Москве в семье инженера-мостостроителя Бориса Александровича Костякова и кандидата химических наук Анны Ивановны Костяковой. В 1932—1941 годах училась в московской школе № 110 имени Ф. Нансена, в 1942 году окончила с отличием школу № 1 в Барнауле (в эвакуации).
Во время Великой Отечественной войны работала на трудовом фронте: в эвакуации в Сибири — на лесозаготовках, на строительстве железной дороги в Кузбассе, в студенческие годы — на лесозаготовках на Волге.
В 1943 году поступила на механико-математический факультет МГУ. В студенческие годы начала научную работу под руководством профессора Б. А. Воронцова-Вельяминова. Во время обучения на 3—5 курсах получала стипендию имени Ньютона, в 1948 году с отличием окончила университет. В 1948—1951 годах прошла аспирантуру в Государственном астрономическом институте имени П. К. Штернберга (ГАИШ).
В 1951 году защитила кандидатскую диссертацию «Исследование интегрального спектра ярких облаков Млечного Пути с помощью советских светосильных спектрографов». В 1974 году защитила докторскую диссертацию «Абсолютная спектрофотометрия слабых протяжённых небесных объектов».
С 1951 года работала в ГАИШ, с 1955 по 2011 год — старший научный сотрудник отдела физики эмиссионных звёзд и галактик.
Е. Б. Костякова умерла 11 мая 2013 года в Москве.

## Научно-педагогическая деятельность и хобби
Е. Б. Костякова — специалист в области физики звёзд, туманностей и комет.
В конце 1950-х годов была активным участником создания Крымской наблюдательной станции (ныне лаборатории) ГАИШ. В 1960 году измерила излучение кометы Аренда-Ролана 1956h в разных участках спектра. В 1961 году во время экспедиции на научно-исследовательском судне «Витязь» в Индийском океане наблюдала спектр Млечного Пути и — по заданию Астросовета АН СССР — вела наблюдения ИСЗ.
Главным объектом проводимых Е. Б. Костяковой исследований стали планетарные туманности. Наблюдения их спектров и фотометрии выполнялись на Крымской станции ГАИШ и в обсерватории Скальнате Плесо (ЧССР). В 1969 году вместе с коллегами опубликовала каталог абсолютных интенсивностей эмиссионных линий в спектрах 171 планетарной туманности. По этим данным Е. Б. Костякова совместно с В. П. Архиповой определили ряд параметров туманностей: температуры их ядер, электронные плотности и электронные температуры; для большинства объектов оценки величин даны впервые. Выявлены особенности наблюдаемых в направлении центра Галактики планетарных туманностей, позже получившие полное подтверждение в работах других авторов. Ближняя ультрафиолетовая область спектра (3100—4000 Å) была изучена Костяковой по наблюдениям на 125-сантиметровом телескопе в Крыму. Для многих планетарных туманностей впервые получены электронные температуры по бальмеровскому континууму и скачку. Выполненные Е. Б. Костяковой многолетние однородные фотографические и фотоэлектрические наблюдения ряда центральных звёзд планетарных тумманностей позволили уточнить данные о двойственности ядер некоторых из них, а также, совместно с В. П. Архиповой и Р. И. Носковой, исследовать явление переменности блеска этих объектов. В частности, в результате продолжительного изучения молодой планетарной туманности IC4997 были получены данные об изменениях со временем параметров туманности и её ядра.
Е. Б. Костякова — автор 150 научных работ, включая монографии, учебные пособия, каталоги, ряд работ историко-астрономического и мемуарного характера. Также ею был выполнен перевод книги С. Р. Потташа «Планетарные туманности» (1987 год).
В 1949—1951 годах Е. Б. Костякова начала педагогическую деятельность в качестве преподавателя Педагогического института в Москве. На Астрономическом отделении МГУ на протяжении многих лет читала спецкурс «Диффузные и планетарные туманности», руководила курсовыми и дипломными работами студентов. Читала лекции на обсерваториях страны, в ближнем и дальнем зарубежье — в Грузии, Таджикистане, Эстонии, Венгрии, Чехословакии, Индии.
Член Международного астрономического союза (МАС) (Комиссия № 34) с 1967 года и Европейского астрономического общества (European Astronomical Society, EAS).
Е. Б. Костякова со школы мечтала стать моряком. Страсть к путешествиям проявилась в дальнейшем: Елена Борисовна была заядлой спортсменкой-байдарочницей, признанным вдохновителем и опытным учителем-инструктором, «капитаном» для многих вовлечённых ею в этот интереснейший и небезопасный вид спорта сотрудников ГАИШ (включая А. С. Шарова и И. С. Шкловского), ИЗМИРАН и других институтов. Прошла на байдарке по ряду рек страны, от Угры и Кокшаги до Енисея, преодолевая опасные пороги на сибирских реках, заходила и в Белое море.

## Награды и признание
- Медали ВДНХ (1968, 1969)[1]
- Медаль «В память 850-летия Москвы» (1997)[1]
- Ветеран труда (1997)[1]
- Заслуженный научный сотрудник МГУ (2000)[7]

## Некоторые публикации
- Костякова Е. Б. Физика планетарных туманностей. — М.: Наука, 1982. — 126 с. — 2000 экз.
- Костякова Е. Б. Студенты-астрономы ГАИШ МГУ в учёбе и на работе во время Великой Отечественной войны и в первые послевоенные годы // Астрономия на крутых поворотах XX века. — Дубна: Феникс, 1997. — С. 280—285.
- Костякова Е. Б. 60 лет работы в ГАИШ (Учёный совет ГАИШ, 8 декабря 2011 года) // Астрокурьер. — 2013. — 27 мая.